# Gerald James Whitrow
Gerald James Whitrow (né le 9 juin 1912,
mort le 2 juin 2000) est un mathématicien, astrophysicien et historien des sciences britannique.

## Biographie
Whitrow est né le 9 juin 1912 à Kimmeridge dans le Dorset, il est le fils aîné de William et de Emily (née Watkins) Whitrow.
Après avoir terminé l'école au Christ's Hospital, il obtient une bourse d'études à Christ Church (Oxford) dans les années 1930. Il soutient avec succès sa thèse de doctorat en 1939. À Oxford , il travaille sur une alternative à la théorie de la relativité avec le Professeur Edward Arthur Milne. Pendant la seconde guerre mondiale il est responsable scientifique pour le Ministère de l'Approvisionnement. Il participe à la recherche pour la défense, notamment dans le domaine de la balistique, à Fort Halstead (près de Sevenoaks) et Cambridge. Après la guerre, il enseigne à l'Imperial College, à Londres, d'abord comme chargé de cours, puis comme lecteur de mathématiques appliquées (1951), et enfin, à partir de 1972, en tant que professeur d'histoire des mathématiques . Lors de son départ à la retraite en 1979, il devient professeur émérite de cette institution.
En 1955 il étudie la possibilité de l'existence dimensions supplémentaires de l'espace dans Pourquoi la physique de l'espace à trois dimensions. Il fait valoir que si l'espace a quatre dimensions et si les lois de la gravitation et de l'électromagnétisme demeurent inchangées, à l'inverse du carré de la loi se substituerait un inverse du cube, conduisant à l'instabilité des orbites planétaires et des structures atomiques. Ces instabilités croîtraient pour les dimensions plus grandes que quatre. Si les dimensions étaient réduites à deux, la propagation et la réflexion d'ondes seraient plus difficiles, rendant incohérent le comportement des systèmes complexes. Il en conclut que la vie ne serait pas possible dans des espaces de dimensions autres que trois. Au début des années 1960, il est nommé président du comité de la bibliothèque de la Royal Astronomical Society, poste qu'il occupe jusqu'en 1975. Pendant cette période, il apporte sa contribution à la réorganisation de la bibliothèque et de ses archives. En 1971, il fait partie des fondateurs de la British Society for the History of Science (en). Membre de l'Athénée Club à partir de 1957, il sera également président du comité de la bibliothèque entre 1979 et 1981. Au début des années 1990, il fait partie de son Comité Exécutif.
Ses principales contributions touchent les domaines de la cosmologie et l'astrophysique, mais il s'intéresse également à l'histoire et à la  philosophie des sciences, notamment à la notion de temps. La publication de La Philosophie Naturelle de Temps lui permet de devenir, en 1966, le premier président de la nouvelle « International Society for the Study of Time (en) ».
Il décède le 2 juin 2000.

### Livres
- La structure de l'Univers [« The structure of the Universe; an introduction to cosmology »]  (trad. de l'anglais par Gérard de Vaucouleurs), Paris, Gallimard nrf, coll. « L'Avenir de la science » (no 37), 1955 (1re éd. 1949)
- (en) G O Jones; Józef Rotblat; G J Whitrow, Atoms and the universe : an account of modern views on the structure of matter and the universe, New-York, Éditions Scribner, 1956, 2e éd., 277 p.
- (en) Hermann Bondi, William Bowen Bonnor, Raymond Lyttleton, G.J. Whitrow, British Broadcasting Corporation (Version révisée des causeries diffusées à l'origine sur le troisième programme de la British Broadcasting Corporation en 1959.), Rival theories of cosmology; a symposium and discussion of modern theories of the structure of the universe, Londres, New York, Oxford University Press, coll. « International series of monographs on physics », 1960, 64 p.
- (en) The Natural Philosophy of Time, New-York, Harper & Row, coll. « Harper torchbooks », 1961, 324 p. (OCLC 757484362)
- (en) British Broadcasting Corporation (Un compte rendu concis de la vie et de la carrière d'Einstein, basé sur des émissions sur le troisième programme de la BBC en 1966), Einstein, the man and his achievement, Ney-York, Dover Publications, 1967, 94 p. (ISBN 978-0-486-22934-8, lire en ligne)
- (en) The natur of time, Harmondsworth, Penguin Books, coll. « Pelican Books », 1972, 152 p. (OCLC 258293561)
- (en) What is time ?, Londres, Thames & Hudson, 1972, 191 p. (OCLC 717091119)
- (en) G O Jones; Józef Rotblat; G J Whitrow, Atoms and the universe, Harmondsworth, Penguin Books, coll. « Pelican Books », 1973, 3eme éd., 324 p. (ISBN 978-0-14-021551-9).
- (en) Time in history : the evolution of our general awareness of time and temporal perspective, Oxford, Oxford University Press, 1988, 217 p. (ISBN 978-0-19-215361-6).

### Articles
- 1964. "The background radiation in homogeneous isotropic world models", avec B. D. Yallop,  monthly Notices of the Royal Astronomical Society, Vol. 127, p. 301

- 1967, "Reflections on the Natural Philosophy of Time"  Annals of the New York Academy of Sciences 138: 422-32.
- 1979, "Mathematical Time and Its Role in the Development of the Scientific World-View"  Greenway, Frank, ed., Le temps et les Sciences. Paris: UNESCO: 21 à 37.
- 1973,  "Time and Measurement," Dictionary of the History of Ideas[4]